# Le Perron
|  | Per a altres significats, vegeu «Perron». |

Le Perron és un municipi francès situat al departament de la Manche i a la regió de Normandia. L'any 2007 tenia 172 habitants.

## Demografia

### Població
El 2007 la població de fet de Le Perron era de 172 persones. Hi havia 67 famílies de les quals 12 eren unipersonals (4 homes vivint sols i 8 dones vivint soles), 24 parelles sense fills i 31 parelles amb fills.
La població ha evolucionat segons el següent gràfic:
Habitants censats

### Habitatges
El 2007 hi havia 70 habitatges, 63 eren l'habitatge principal de la família, 3 eren segones residències i 4 estaven desocupats. Tots els 70 habitatges eren cases. Dels 63 habitatges principals, 48 estaven ocupats pels seus propietaris, 14 estaven llogats i ocupats pels llogaters i 1 estava cedit a títol gratuït; 1 tenia una cambra, 2 en tenien dues, 7 en tenien tres, 18 en tenien quatre i 35 en tenien cinc o més. 61 habitatges disposaven pel capbaix d'una plaça de pàrquing. A 24 habitatges hi havia un automòbil i a 39 n'hi havia dos o més.

### Piràmide de població
La piràmide de població per edats i sexe el 2009 era:
| Homes | Edats   | Dones |
| ----- | ------- | ----- |
| 0     | 95 o +  | 0     |
| 0     | 90 a 94 | 0     |
| 0     | 85 a 89 | 0     |
| 0     | 80 a 84 | 0     |
| 4     | 75 a 79 | 0     |
| 0     | 70 a 74 | 0     |
| 12    | 65 a 69 | 4     |
| 4     | 60 a 64 | 4     |
| 0     | 55 a 59 | 4     |
| 4     | 50 a 54 | 8     |
| 0     | 45 a 49 | 0     |
| 12    | 40 a 44 | 0     |
| 0     | 35 a 39 | 4     |
| 4     | 30 a 34 | 8     |
| 8     | 25 a 29 | 8     |
| 0     | 20 a 24 | 4     |
| 0     | 15 a 19 | 4     |
| 0     | 10 a 14 | 8     |
| 4     | 5 a 9   | 0     |
| 4     | 0 a 4   | 4     |

## Economia
El 2007 la població en edat de treballar era de 104 persones, 87 eren actives i 17 eren inactives. De les 87 persones actives 82 estaven ocupades (47 homes i 35 dones) i 5 estaven aturades (1 home i 4 dones). De les 17 persones inactives 10 estaven jubilades, 2 estaven estudiant i 5 estaven classificades com a «altres inactius».

### Ingressos
El 2009 a Le Perron hi havia 66 unitats fiscals que integraven 185 persones, la mediana anual d'ingressos fiscals per persona era de 16.989 €.

### Activitats econòmiques
Dels 2 establiments que hi havia el 2007, 1 era d'una empresa de construcció i 1 d'una empresa de comerç i reparació d'automòbils.
L'únic servei als particulars que hi havia el 2009 era una fusteria.
L'any 2000 a Le Perron hi havia 17 explotacions agrícoles que ocupaven un total de 568 hectàrees.

## Poblacions més properes
El següent diagrama mostra les poblacions més properes.